# Brad (gmina Filipeni)
Brad – wieś w Rumunii, w okręgu Bacău, w gminie Filipeni. W 2011 roku liczyła 285 mieszkańców.